# Carla Breeze
Carla Breeze (* 16. Juli 1953 im Bundesstaat New Mexico) ist eine US-amerikanische Kunsthistorikerin und Sachbuchautorin.

## Leben und Werk
Carla Breeze studierte Kunstgeschichte (B.A.) an der University of New Mexico in Albuquerque. In der dortigen Graduiertenschule forschte sie unter der Leitung von Beaumont Newhall.
Der Fokus ihrer Publikationen liegt auf dem Design und der Architektur des Art déco in den Vereinigten Staaten. Für ihr erstes Buch Pueblo deco: the art deco architecture of the Southwest, das sie mit Marcus Whiffen 1984 verfasste, erhielten die Autoren ein Stipendium von der University of New Mexico. Die Verwendung des Begriffs Pueblo Deco architecture in diesem Buch verfestigte den Ausdruck als bezeichnenden Stilbegriff für die Kombination von hispanischen und indigenen Motiven aus dem Südwesten der Vereinigten Staaten mit Elementen des Art déco in den 1920er Jahren.

### Veröffentlichungen (Auswahl)
- Mit Marcus Whiffen: Pueblo deco: the art deco architecture of the Southwest. University of New Mexico Press, Albuquerque 1984, 125 S.
- Pueblo deco. Rizzoli, New York City 1990, 112 S.
- L.A. Deco. Rizzoli, New York City 1991, 96 S.
- Mit Rosemarie Haag Bletter: New York deco. Random House Incorporated, New York City 1993, 96 S.
- New Modern: Creative Living Spaces. Architecture and Interior Design Library, 1995, 187 S.
- American art deco: architecture and regionalism. W.W. Norton, New York City 2003, 287 S.